# Bulbophyllum arianeae
Bulbophyllum arianeae är en orkidéart som beskrevs av Claudio Nicoletti de Fraga och E.C.Smidt. Bulbophyllum arianeae ingår i släktet Bulbophyllum och familjen orkidéer. Inga underarter finns listade i Catalogue of Life.